# Gempenach
Gempenach is een plaats en voormalige gemeente in het Zwitserse kanton Fribourg en maakt deel uit van het district See/Lac.
Gempenach telt 298 inwoners.

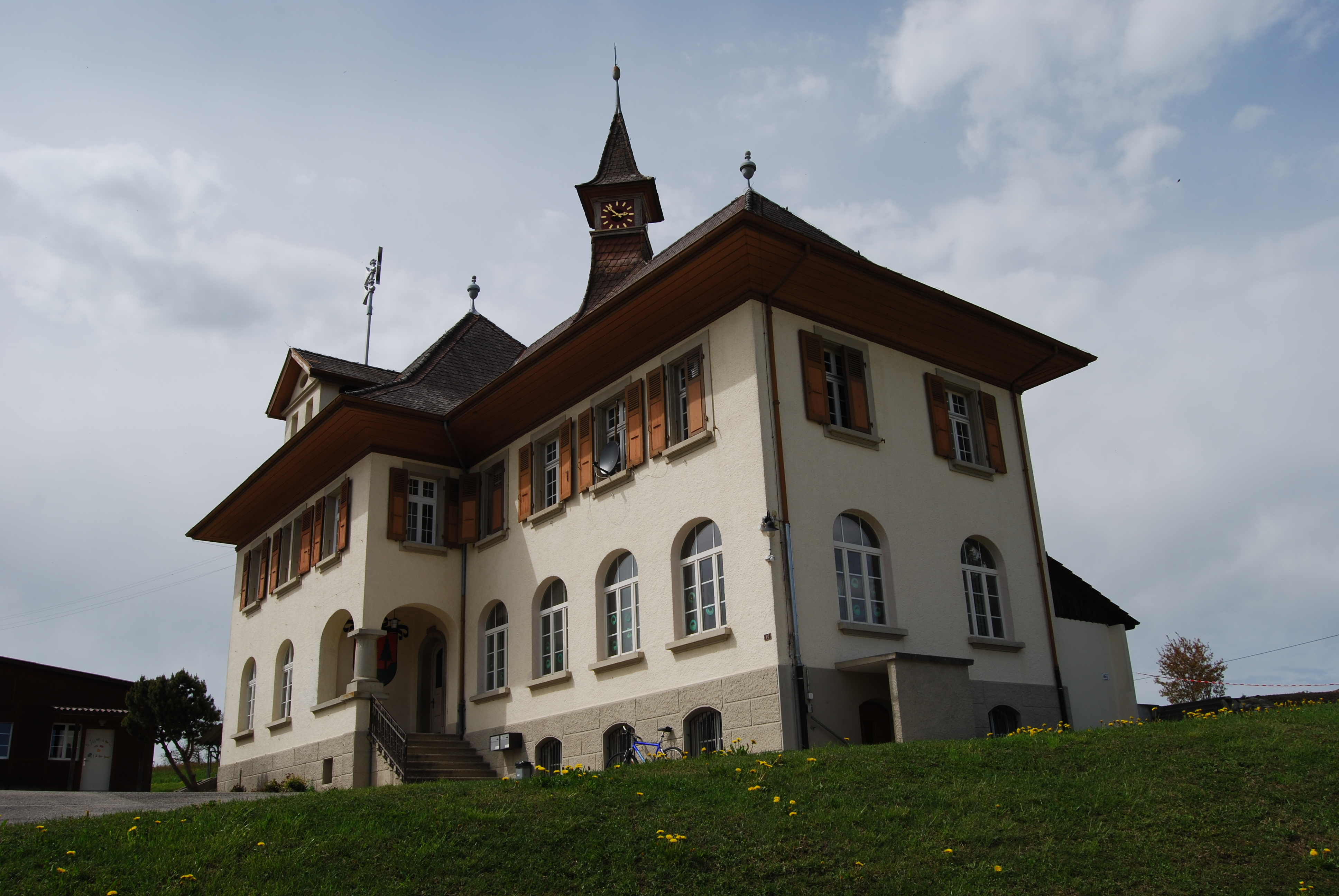
Gempenach

Op 1 januari 2022 ging Gempenach op in de gemeente Murten.